# 詹宽
詹寬（1485年—？），字仁量，福建興化府莆田縣吳刀村人，明朝政治人物。

## 生平
正德十一年（1516年）鄉試中舉。正德十六年（1521年）中進士，嘉靖元年（1522年）選南京雲南道監察御史。官至廣東道監察御史。十二年四月考察以才力不及降調。

## 家族
曾祖詹孔鎮。祖父詹宗承。父詹從明。母吳氏。慈侍下。兄詹恭。